# Brachytheciella stolonifera
Brachytheciella stolonifera är en bladmossart som beskrevs av Ignatov in Ignatov, T. Koponen och J.C. Norris 1999. Brachytheciella stolonifera ingår i släktet Brachytheciella och familjen Brachytheciaceae. Inga underarter finns listade i Catalogue of Life.